# جيمي أورورك
جيمي أورورك (بالإنجليزية: Jimmy O'Rourke)‏ (18 سبتمبر 1946 بإدنبرة في المملكة المتحدة - 15 نوفمبر 2022) هو لاعب كرة قدم بريطاني في مركز الهجوم. لعب مع سانت جونستون ونادي ماذرويل ونادي هيبرنيان وتورونتو سيتي.

## وصلات خارجية
- جيمي أورورك على موقع قاعدة بيانات كرة القدم.إي يو (الإنجليزية)
- جيمي أورورك على موقع عالم كرة القدم.نت (الإنجليزية)